# Museo Regional de Ancud
El Museo Regional de Ancud es un museo del Servicio Nacional del Patrimonio Cultural (SERPAT) ubicado en la ciudad de Ancud, en el archipiélago de Chiloé, Chile. Fue inaugurado en 1976, y se localiza en un edificio del año 1960, y su misión busca rescatar, registrar, documentar, conservar, investigar, poner en valor y difundir el patrimonio cultural Chiloé.

## Colección
El museo posee una colección de alrededor de dos mil objetos, textos y fotografías de tipo arqueológico, religioso, etnográfico e histórico, y es el único museo de Chiloé que realiza investigación y cuenta con elementos para mantener y preservar sus colecciones.
Su muestra permanente presenta los más de seis mil años de historia insular de Chiloé, desde Puente Quilo, el asentamiento de cazadores recolectores más antiguo conocido, presentando las comunidades originarias en la época de contacto con los europeos, la colonización española, los corsarios holandeses en los años 1600 y 1643, la llegada e influencia de los jesuitas y la colonización y asentamientos de europeos de finales del siglo XIX, finalizando con la construcción del tren de Ancud a Castro y el terremoto de 1960.
Básicamente muestra la realidad cultural del archipiélago en varias salas y dos patios abiertos. Posee dos salas etnográficas, remodeladas en 1998 con espacios interactivos, donde se exhiben la historia y cultura chilota a través de la religión y la artesanía. En uno de sus patios hay objetos de madera alusivos a oficios de la isla y una réplica tamaño natural de la goleta Ancud. En ambos espacios hay venta de artesanías y al final del recorrido, se presentan los distintos oficios tradicionales que han caracterizado la cultura chilota.
Desde al año 2009 el museo organiza las jornadas "Chiloé: historia del contacto", que buscan conectar a académicos dedicados a la investigación de la historia y la cultura de Chiloé, con el entorno regional de instituciones públicas y las comunidades de la zona.

## Red de museos de Chiloé
El Museo Regional de Ancud conforma junto al Centro de Visitantes Inmaculada Concepción, el Museo Prehistórico Puente Quilo, el Museo Municipal de Castro, el Museo Viviente de la Artesanía de Quemchi, la Casa Museo Francisco Coloane, el Museo Histórico Don Paulino de Mechuque, el Museo de la Evangelización de Achao, el Museo Arqueológico y Etnográfico de Achao, el Museo Curaco de Vélez, el Museo Etnológico de Dalcahue, el Museo Parque Tantauco, el Museo Refugio de Navegantes de Queilén, el MAM Chiloé y el Museo Municipal Amador Cárdenas; de la Red de Museos de Chiloé.

## Editorial

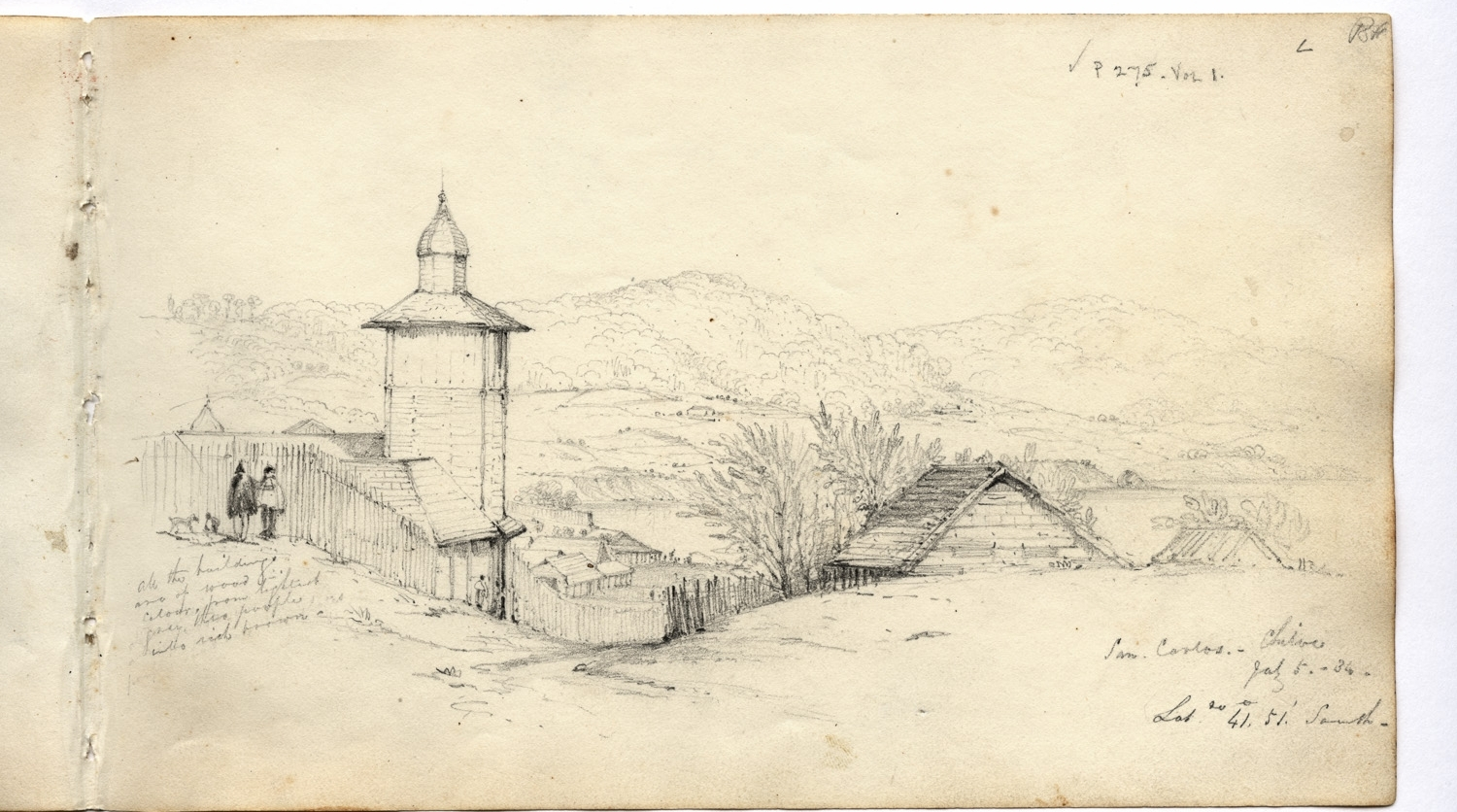
Ancud en 1834, dibujo de Conrad Martens.

Ediciones Museo Regional de Ancud ha editado algunas obras relevantes para el patrimonio de Chiloé:
Reediciones históricas
- Chiloé y los chilotes. Francisco Cavada (2017).
- Historia de Chiloé. Pedro J. Barrientos Díaz (2013).

Obras originales
- Carl Alexander Simon en Chiloé, 1852. Marijke van Meurs (2016).
- Conrad Martens en Chiloé 1834. Marijke van Meurs (2014)
- Geografía del alma. Terremoto en Ancud año 1960. Escuela Anexa de Ancud (2010).